# Tembilahan Hulu (plaats)
Tembilahan Hulu is een bestuurslaag in het regentschap Indragiri Hilir van de provincie Riau, Indonesië. Tembilahan Hulu telt 30.344 inwoners (volkstelling 2010).